# Florin Ganea
Florin Ganea (n. 4 aprilie 1976, Bacău – d. 9 septembrie 2015) a fost un jucător de fotbal român.

## Legături externe
- Florin Ganea la romaniansoccer.ro